# José Antonio Castro
José Antonio Castro González (11 d'agost de 1980) és un exfutbolista mexicà.

## Selecció de Mèxic
Va formar part de l'equip mexicà a la Copa del Món de 2006.